# Gregorius van Narek
Gregorius van Narek (Armeens: Գրիգոր Նարեկացի, Krikor Narekatsi) (Narek, Vaspoerakan ca. 950 – aldaar ca. 1010) was een monnik, mysticus, filosoof, theoloog, componist, schrijver, heilige en kerkleraar die vereerd wordt binnen de Armeens-Apostolische, Rooms-Katholieke en de Oosters-katholieke kerken. Gregorius kwam uit een geletterde familie en woonde en werkte lang in een klooster nabij het Vanmeer. Zodoende beschouwt men hem ook als de eerste grote, Armeense dichter. Narek schreef een commentaar op het Hooglied en vele gedichten in het Oudarmeens. Zijn belangrijkste werken zijn Het boek der klaagzangen en een commentaar op het Hooglied.

## Leven
Gregorius was de zoon van bisschop Khosrov, de schrijver van het vroegst bekende commentaar op de Byzantijnse liturgie. Zijn moeder overleed toen hij nog jong was en hij deed samen met zijn broer intrede in het klooster van Narek, waar zij hun opvoeding en opleiding genoten onder de verantwoordelijkheid van hun neef, archimandriet (overste) en oprichter van dat klooster. Van jongs af bleek hij al talent te hebben voor de muziek, astronomie, wiskunde en geometrie. Op zijn vijfentwintigste werd hij gewijd tot priester. Gregorius bracht zijn leven grotendeels door in het klooster en doceerde er. Daarnaast droeg hij bij aan de ontwikkelingen op literair, artistiek en theologisch gebied.
De eerste literaire bijdrage van Gregorius was een commentaar op het Hooglied, een opdracht die hem verstrekt werd door een Armeense prins. Met name zijn heldere taalgebruik en theologische kennis werden daarvan geroemd. Verder schreef hij brieven, hymnes, odes, melodieën en traktaten. Het bekendst is Het boek der klaagzangen.
Na zijn overlijden werden de stoffelijke resten van Gregorius in een mausoleum bewaard. Diverse wonderen zijn aan hem toegeschreven. Bij de renovatie van het complex werd in 1858 een chatsjkar geplaatst met een beeltenis van de Moeder Gods, op haar schoot de Christus en voor haar de heilige Gregorius. Tijdens de Armeense Genocide in 1915 is het complex grotendeels vernietigd, waarna in 1951 een moskee is geplaatst op de locatie van het klooster.

## Het boek der klaagzangen
In 977 schreef Gregorius Het boek der klaagzangen, een uit 95 gebeden opgebouwde literair en theologisch werk. Hierin tracht hij op theologische basis een antwoord te geven op hoe men zich kan herenigen met God. Uitspraken van heiligen, en opgetekende teksten van profeten en apostelen en andere Bijbelse teksten gebruikte hij als inspiratie. Omdat het behagen van God in het werk centraal staat, hebben lijden en dergelijke thema's een minder nadrukkelijke rol. In vergelijking met teksten uit dezelfde tijd, onderscheidt het werk zich daarin en het is rijk aan nuance en literaire stijl, zoals beeldspraak. De voltooiing van het gebedenboek vond plaats in 1001 of 1002. Verdere gegevens over de ontstaansgeschiedenis ontbreken.
In 1985-1986 bewerkte Alfred Schnittke de gebeden tot klassieke koormuziek met (sterke) invloeden uit de Russisch-Orthodoxe traditie, de Rusland-Duitsers en het jodendom. Schnittke gebruikte een Russische vertaling van Naum 
Grebnev, die eerder al tot stand was gekomen.

## Verering
In de Rooms-Katholieke Kerk geldt 27 februari als Gregorius' feestdag. De Armeens-Apostolische en de Armeens-Katholieke Kerk hanteren daarnaast ook 13 oktober, waarop zij de Heilige Vertalers eren. Dit betreft de vertalers van de eerste Armeense bijbelvertaling en de grondleggers van het Armeens alfabet.
Daarnaast wordt Gregorius in de Catechismus genoemd onder artikel 2678. Ook werd hij door Paus Johannes Paulus II aangehaald in zijn encycliek Redemptoris Mater.

## Kerkleraar
Op 21 februari 2015 is Gregorius van Narek aangewezen als kerkleraar door paus Franciscus.De Congregatie voor de Heilig- en Zaligsprekingsprocessen heeft het daarvoor benodigde onderzoek voor haar rekening genomen en de benoeming goedgekeurd en onderbouwd.
Desalniettemin zijn er geluiden dat niet iedereen deze keuze omarmt. Gregorius behoorde namelijk bij de Armeens-Apostolische Kerk. Ten tijde van Gregorius' leven en sterven, had deze christologisch een sterk van de Rooms-Katholieke Kerk afwijkende opvatting. De Rooms-Katholieke Kerk hangt de tweenaturenleer (dyofysitisme) aan. Hierin heeft Christus één volledige, menselijke natuur naast één volledige, goddelijke natuur. De Armeens-Apostolische Kerk hing sinds het Concilie van Chalcedon het monofysitisme aan. Deze filosofie gaat uit van één, enkele en geheel goddelijke natuur, en niet een menselijke natuur c.q. niet daarnaast. Daartegenover staat dat het klooster van Narek een sterke oppositie zou voeren tegen het monofysitisme. Gregorius was al lang opgenomen in het Martyrologium Romanum (de lijst van martelaren van de Rooms-Katholieke Kerk) en de gelovigen van de Armeens-Katholieke Kerk vereren Gregorius al sinds lang en beschouwen zijn geschriften als van groot belang.
Op 12 april 2015 (Barmhartigheidszondag, voorheen Beloken Pasen) vond de heiligverklaring plaats tijdens een mis volgens Armeense liturgie ter gelegenheid van de herdenking van de Armeense Genocide, 100 jaar eerder.